# Вабкент
Вабкент (узб. Vobkent) — місто в Узбекистані, центр Вабкентського району Бухарської області.
Населення 12351 мешканець (перепис 1989).
Місто розташоване за 28 км від Бухари.

## Історія
Місто має дуже древню історію. Одним із символів міста є мінарет, який було споруджено ще в 1196—1198 роках. Зростання міста почалося в епоху епоху Караханідів. В епоху Тимуридів і Шибанідів тут діяв монетний двір.
Статус міста з 1981 року.

## Економіка
Текстильна промисловість, птахофабрика.

## Спорт
У 2002-2008 рр у місті базувався футбольний клуб "Вабкент", який було розформовано